# Ski de fond aux Jeux olympiques de 1924
Navigation
Saint-Moritz 1928
Les épreuves de ski de fond aux Jeux olympiques d'hiver de 1924 se sont tenues du 30 janvier au 2 février 1924 au stade olympique de Chamonix.
Le Ski de fond proposa l'épreuve reine des jeux : le 50 km. Les favoris finlandais, qui disposaient d'un matériel supérieur (longs skis et grands bâtons) s'inclinèrent face au Norvégien Thorleif Haug, également vainqueur sur 18 km. Lors de l'épreuve de 50 km, 21 des 33 concurrents parvinrent à rallier l'arrivée.

## Podiums

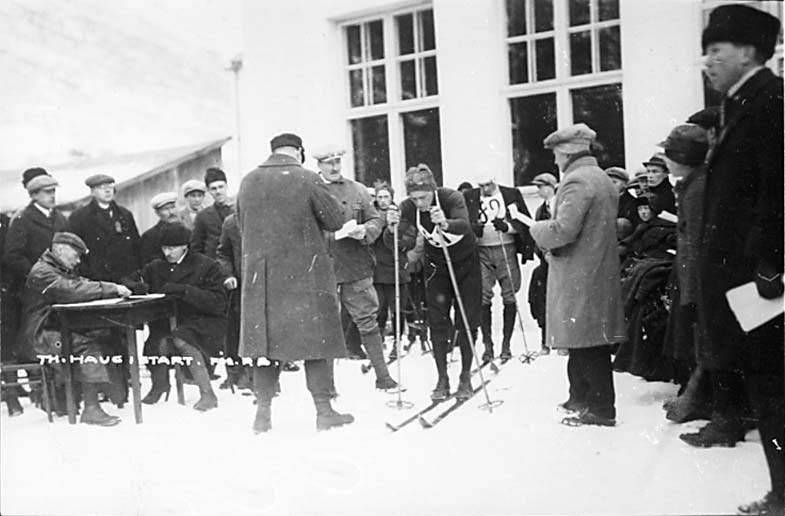
Thorleif Haug remporte la médaille d'or dans les deux épreuves.

| Épreuves                  | Or            | Argent               | Bronze               |
| 18 km Hommes : 2 février  | Thorleif Haug | Johan Grøttumsbråten | Tapani Niku          |
| 50 km Hommes : 30 janvier | Thorleif Haug | Thoralf Strømstad    | Johan Grøttumsbråten |

## Résultats

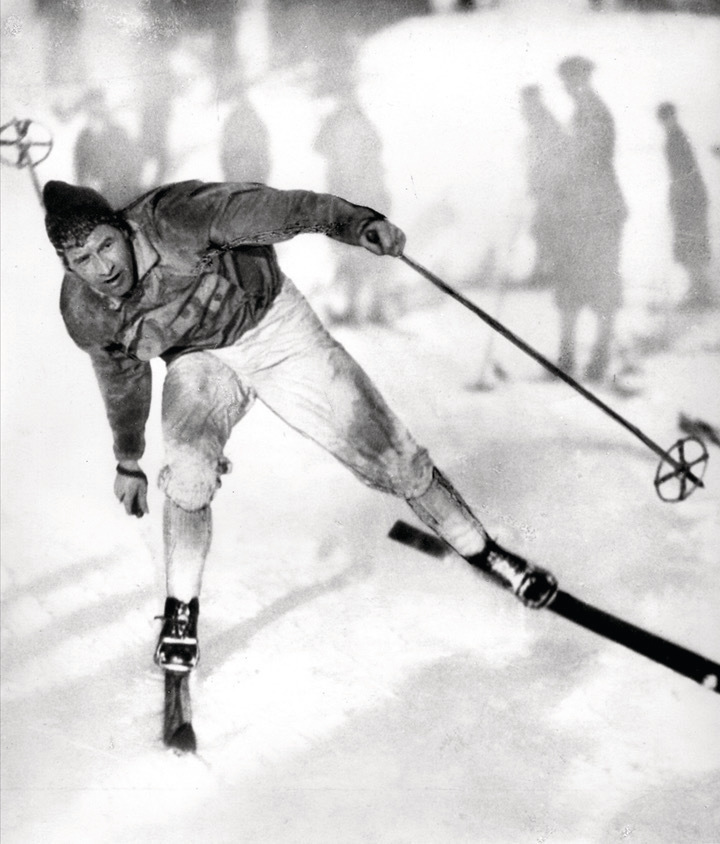
Johan Grøttumsbråten monte sur le podium des deux épreuves.

18 km H 
| Place | Nation   | Athlète               | Temps           |
| ----- | -------- | --------------------- | --------------- |
| 1er   | Norvège  | Thorleif Haug         | 1 h 14 min 31 s |
| 2e    | Norvège  | Johan Grottumsbraaten | 1 h 15 min 51 s |
| 3e    | Finlande | Tapani Niku           | 1 h 16 min 26 s |
| 4e    | Norvège  | Jon Mardalen          | 1 h 16 min 56 s |
| 5e    | Norvège  | Einar Landvik         | 1 h 17 min 27 s |
| 6e    | Suède    | Per-Erik Hedlund      | 1 h 17 min 49 s |
| 7e    | Finlande | Matti Raivio          | 1 h 19 min 10 s |
| 8e    | Suède    | Elis Sandin           | 1 h 19 min 24 s |

50 km h 
| 1er | Norvège  | Thorleif Haug         | 3 h 44 min 32 s |
| 2e  | Norvège  | Thoralf Stromstad     | 3 h 46 min 23 s |
| 3e  | Norvège  | Johan Grottumsbraaten | 3 h 47 min 46 s |
| 4e  | Norvège  | Jon Mardalen          | 3 h 49 min 48 s |
| 5e  | Suède    | Torkel Persson        | 4 h 05 min 59 s |
| 6e  | Suède    | Ernst Alm             | 4 h 06 min 31 s |
| 7e  | Finlande | Matti Raivio          | 4 h 06 min 50 s |
| 8e  | Suède    | Oscar Lindberg        | 4 h 07 min 44 s |

## Médailles
| Rang | Nation   |   |   |   | Total |
| ---- | -------- | - | - | - | ----- |
| 1er  | Norvège  | 2 | 2 | 1 | 5     |
| 2e   | Finlande | 0 | 0 | 1 | 1     |